# NGC 7434
NGC 7434 est une galaxie lenticulaire située dans la constellation des Poissons. Sa vitesse par rapport au fond diffus cosmologique est de 7 238 ± 44 km/s, ce qui correspond à une distance de Hubble de 112,3 ± 7,9 Mpc (∼366 millions d'al). NGC 7434 a été découverte par l'astronome allemand Albert Marth en 1864. 
À ce jour, une seule mesure non basée sur le décalage vers le rouge (redshift) donne une distance d'environ 90,400 Mpc (∼295 millions d'al). Cette distance est nettement à l'extérieur des valeurs de la distance de Hubble. Notons que c'est avec la valeur moyenne des mesures indépendantes, lorsqu'elles existent, que la base de données NASA/IPAC calcule le diamètre d'une galaxie et qu'en conséquence le diamètre de NGC 7434 pourrait être d'environ 35,1 kpc (∼114 000 al) si on utilisait la distance de Hubble pour le calculer.